# Retroactivitat
La retroactivitat, en dret, és un possible efecte de les normes o actes jurídics que implica l'extensió de la seva aplicació al fet que una norma estableixi que la seva aplicació no només serà sobre fets futurs sinó que s'aplicarà també a fets anteriors a la seva promulgació. No obstant això, aquesta possibilitat suposa una situació excepcional, perquè pot entrar en contradicció amb el principi de seguretat jurídica que protegeix la certitud sobre els drets i obligacions que les persones posseeixen.

## Irretroactivitat penal
En Dret penal regeix el principi d'irretroactivitat, que busca protegir els ciutadans que se'ls pugui sancionar a posteriori per un acte que quan va ser realitzat no estava prohibit.
Aquesta irretroactivitat, no obstant això, no és absoluta, ja que només afecta a aquelles normes que perjudiquin a l'imputat, acusat o condemnat, però no a aquelles que el beneficiïn. Per tant, si un delicte és derogat per una llei posterior, o rep una pena menor, es pot i s'ha d'aplicar la normativa que li sigui més beneficiosa. Una altra excepció al principi d'irretroactivitat ocorre quan, durant el procés es dicta una llei més onerosa per a l'imputat en aquest cas la llei derogada manté la seva vigència per ser més benigna. A això últim s'anomena ultractivitat de la llei penal.
A l'article 11 de la Declaració Universal dels Drets Humans s'hi especifica que no es pot imposar cap pena a ningú de manera retroactiva per un delicte que no estava tipificat com a tal en el moment de cometre's. Tampoc la pena pot ser superior per un canvi posterior de la llei. D'aquesta manera es pretén evitar els abusos de poder dels governs cap al poble.
En l'ordenament jurídic espanyol està regulada pels articles 9.3 i 25.1 de la Constitució Espanyola de 1978 i els articles 1 i dos del codi penal espanyol.
El principi d'irretroactivitat exigeix una llei prèvia que defineixi com a delicte la conducta realitzada, per tal de garantir la seguretat jurídica. A excepció d'això les lleis penals favorables sí que són retroactives, segons l'article 2.2 del codi penal espanyol.